# Kehvaszan állomás
Kehvaszan (Gaehwasan) állomás a szöuli metró 5-ös vonalának állomása, mely Kangszo-ku (Gangseo-gu) kerületben található. Az azonos nevű közeli hegyről nevezték el.

## Viszonylatok
| 5-ös vonal                        | 5-ös vonal | 5-ös vonal                                                                                   |
| --------------------------------- | ---------- | -------------------------------------------------------------------------------------------- |
| Panghva (Banghwa) végállomás felé | fő vonal   | Kimphói (Gimpói) nemzetközi repülőtér Szangil-tong (Sangil-dong) vagy Macshon (Macheon) felé |